# Tabla

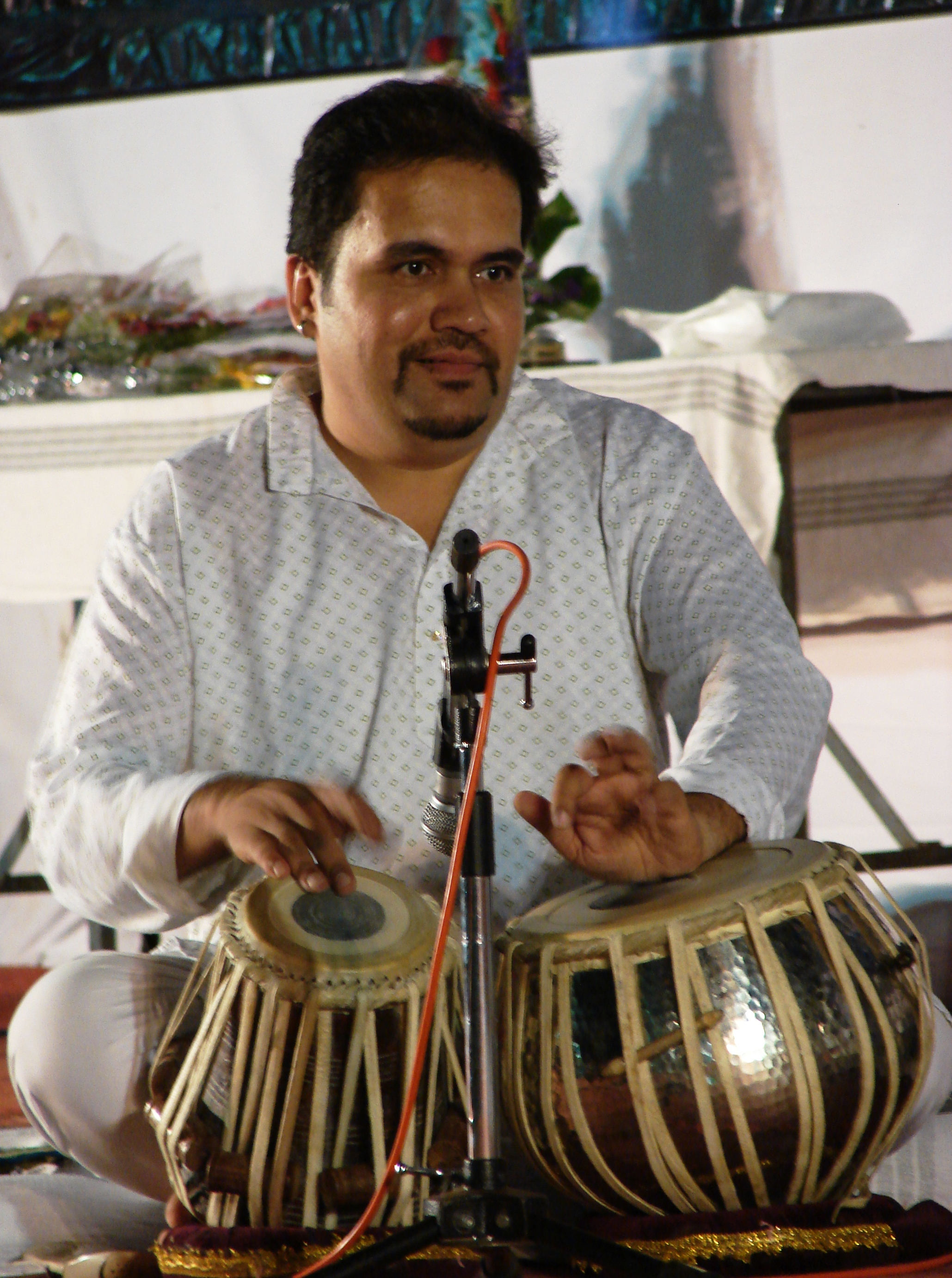
Tabla.

El tabla és un instrument de percussió membranòfon similar als tambors bongos. En la música clàssica del nord de l'Índia no només s'usa com a acompanyament rítmic, sinó també com a instrument solista. També és usat en la música tradicional del Pakistan, Afganistan i Nepal.
El terme tabla es refereix tant al parell de tambors (usats en algunes variants de música índia) com solament al tambor melòdic.
El tabla consisteix en un petit tambor de fusta anomenat sidda (tabla,dayan o dahina) i un altre més gran anomenat dagga (bayan). El sidda es toca amb els dits i el palmell de la mà dreta, mentre que el dagga es toca amb els dits, palmell i canell de la mà esquerra (de fet, dayan significa 'dreta' i bayan, 'esquerra'). Els tambors s'acomoden en dos coixins amb forma de toroide anomenats chutta, fets de fibra de planta i embolicats de tela.
Tots dos tambors tenen un cercle dins, al cap, compost de fusta de sàndal o d'una pasta especial, anomenat shai, shahi o syahi (literalment 'tinta'), que té un so diferent al d'altres parts del tambor, cosa que permet major versatilitat sonora. El syahi també permet produir els complexos harmònics d'aquest tambor, que els intèrprets experts saben aprofitar.
El tambor que es toca amb la mà dominant està fet de fusta i s'afina a una nota específica, i contribueix així a la melodia o la complementa. El rang d'afinació és limitat, encara que hi ha dayans de diferents mides, cadascun amb el seu propi rang.
Per entrar en harmonia amb el solista, normalment serà necessari afinar el dayan amb la tònica, la dominant o la subdominant de la tonalitat del solista.
L'altre tambor del tabla és més gran i està fet de metall (o, de vegades, argila, encara que és més rar). Té un to baix més profund i sostingut. A més dels cops normals amb les puntes dels dits, s'usa el canell per aplicar pressió, o per lliscar sobre el pegat per aconseguir un glissando. Aquesta tècnica aconsegueix un efecte inusual i altament característic de l'instrument.
El tabla és un instrument de percussió de l'estil musical clàssic indi Khyal.
Es poden veure instruments de percussió molt similars en construcció en les escultures dels temples indis de fa milers d'anys, encara que generalment s'accepta que la forma actual es va popularitzar al segle xvii i xviii

## Tècnica
Els cops amb els quals es fa sonar l'instrument es diuen bol, i tenen noms de síl·labes. Cadascun d'aquests bol poden ser de la mà dreta, de l'esquerra o de les dues mans alhora. Els noms dels bol generalment es coneixen per la seva transcripció fonètica (per ex.Dha en comptes de धा,tin en comptes de तिं) a causa d'una major facilitat per recordar (per als occidentals), ja que és més fàcil de transmetre per mitjans mecànics i electrònics.
Aquests bol s'agrupen en ritmes, o theka (pronunciat tkheka), que transcrits o dits són sèries de síl·labes / paraules seguides que representen els cops dels que componen. És molt comú que els intèrprets de tabla recitin en veu alta els thekes que tocaran just abans de fer-ho.

## Intèrprets famosos
| - Shubhankar Banerjee - Tanmoy Bose - Danny Carey - Anindo Chatterjee - Swapan Chaudhari - Kanai Datta - Aloke Dutta - Bikram Ghosh - Nikhil Ghosh - Jnan Prakash Ghosh - Nayan Ghosh - Shankar Ghosh - Abhijit Banerjee - Fazal Qureshi | - Trilok Gurtu - Afaq Hussain - Wajid Hussain - Zakir Hussain - Ibrahim Ibrahimi - Karsh Kale - Akram Khan - Amir Hussain Khan - Feroz Khan - Habibuddin Khan - Keramatullah Khan - Masit Khan - Shafaat Ahmed Khan - Sandip Burman | - Shaukat Hussain Khan - Tari Khan - Tafo Khan - Chatur Lal - Mahaparush Mishra - Anokelal Mishra - Aneesh Pradhan - Samta Prasad - Usthad Alla Rakha - Talvin Singh - Suresh Talkwalkar - Ahmedjan Thirakwa - Kishen Maharaj |